# Leslie T. Chang
Leslie T. Chang (...) è una scrittrice e giornalista statunitense.
Nata in una famiglia cinese, è autrice del libro Operaie, del 2008, il cui titolo originale è Factory Girls: From Village to City in a Changing China. Ha lavorato in precedenza come corrispondente per la Cina per conto del giornale Wall Street Journal, ed è stata descritta come "un'interprete perspicace di una società in rapido cambiamento".

## Il libroOperaie
In risposta agli  articoli negativi riguardo alle condizioni di lavoro nelle fabbriche cinesi, Chang decise di esplorare la tematica dalla prospettiva dei lavoratori. Nel 2004 si recò nella città fabbrica di Dongguan, nella Cina meridionale per documentare le vite di Wu Chunming e Lu Qingmin, due lavoratrici immigrate  nate in famiglie di poveri contadini. Il libro segue le loro vite per tre anni e include anche la storia della propria famiglia, che emigrò all'interno della Cina e verso l'Occidente.
Il libro Operaie è entrato a far parte dei 100 libri degni di nota del 2008 del New York Times e nel 2009 ha anche ricevuto  il premio Literary Award for Research Nonfiction del PEN American Center  e il premio Asian American Literary Award per la categoria nonfiction. Secondo il suo sito web, traduzioni del libro sarebbero in arrivo anche in francese, spagnolo, olandese, finlandese, portoghese, cinese, giapponese, tailandese e arabo, oltre che in italiano.
In Italia il suo libro ha vinto il premio Terzani 2011.

## Vita privata
Leslie Chang è la figlia del fisico Leroy Chang.  Si è laureata presso l'Harvard College nel 1991. È la moglie dello scrittore Peter Hessler, col quale ha avuto due gemelle nel 2011.